# جولیان کورب
جولیان کورب (انگلیسی: Julian Korb؛ زادهٔ ۲۱ مارس ۱۹۹۲) بازیکن فوتبال اهل آلمان است.
از باشگاه‌هایی که در آن بازی کرده‌است می‌توان به باشگاه فوتبال بروسیا مونشن‌گلادباخ و باشگاه فوتبال هانوفر ۹۶ اشاره کرد.
وی همچنین در تیم‌های ملی فوتبال جوانان آلمان، و جوانان آلمان، و جوانان آلمان، و جوانان آلمان، و جوانان آلمان، و زیر ۲۱ سال آلمان بازی کرده‌است.